# José-Martí-Denkmal

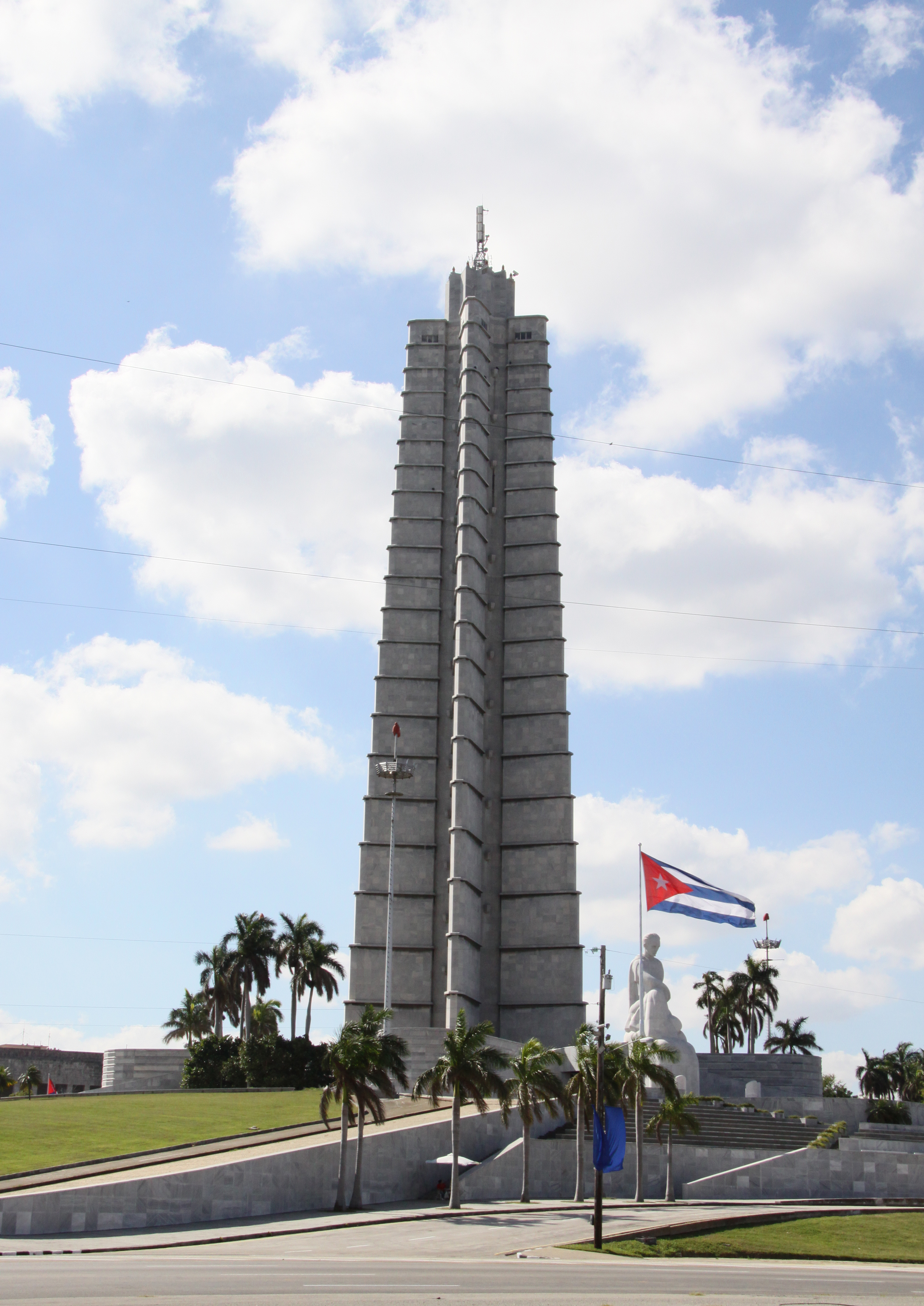
Das Denkmal auf einer leichten Anhöhe

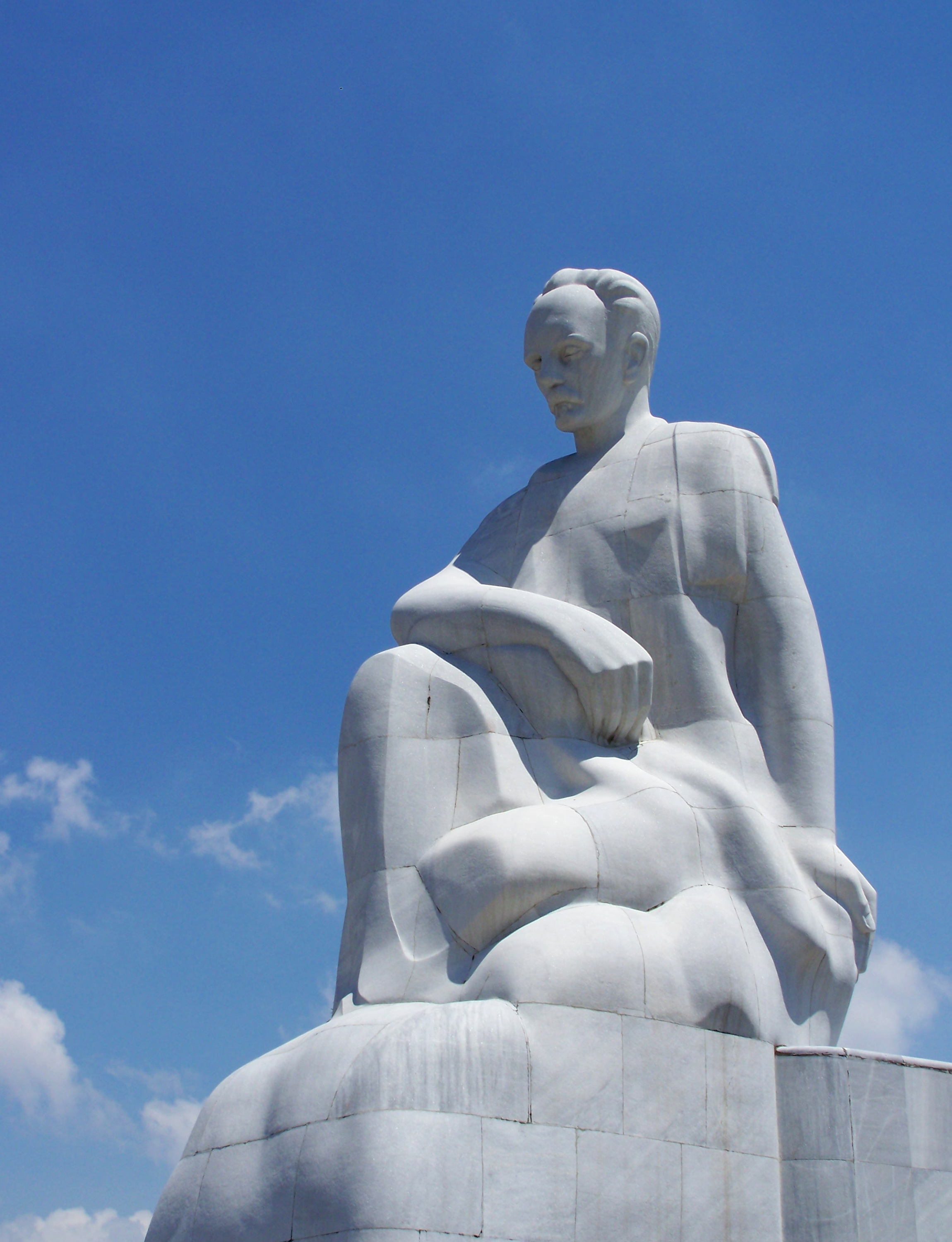
Die Statue José Martís vor dem Turm

Das José-Martí-Denkmal befindet sich auf dem nördlichen Teil des Plaza de la Revolución im Stadtteil Vedado der kubanischen Hauptstadt Havanna. Das an den Nationalhelden José Martí (1853–1895) erinnernde Denkmal, einen Schriftsteller und Vordenker der Unabhängigkeit Kubas, wurde von 1953 bis 1958 während der zweiten Amtszeit des Diktators Fulgencio Batista errichtet.

## Geschichte
Die Planungen begannen Ende der 1930er Jahre mit mehreren Wettbewerben, aus denen 1943 ein Vorschlag des Architekten Aquiles Maza und des Bildhauers Juan José Sicre als Gewinner hervorging. Der Bau begann jedoch nicht umgehend. Erst nach dem Putsch von 1952 setzte Batista die Planungen fort um Unterstützung in der Bevölkerung zu bekommen. Er wählte allerdings anstatt des Gewinners den drittplatzierten Vorschlag des letzten Wettbewerbs aus.
Nördlich des Denkmals befindet sich das Gebäude des Comité Central del PCC, dem Sitz des Zentralkomitees der Kommunistischen Partei Kubas. Das Denkmal dient als Kulisse für die Regierung Kubas bei Staatsbesuchen und öffentlichen Reden.

## Gestaltung
Das Denkmal befindet sich auf einer Anhöhe und besteht aus der Statue José Martís, die vor einem 109 m hohen Turm steht. Die etwa zehn Meter hohe Statue stellt José Martí in einer knienden Körperhaltung dar. Der Turm hat die Grundfläche eines Fünfsterns und ist mit grauem Marmor von der Insel Isla de la Juventud verkleidet und verjüngt sich nach oben. Auf der Spitze des Turms befindet sich eine Aussichtsplattform, die über einen Aufzug zugänglich ist.